# Francisco Rodríguez Cardoso
Francisco Rodríguez Cardoso († 12. Februar 1774 in Buenos Aires) war ein Militäringenieur.
Rodríguez Cardoso legte in Cadíz vor der Junta de Fortificación zunächst eine Eignungsprüfung ab. Sodann ging er mit seinem Onkel Diego Cardoso († 5. März 1757) nach Amerika, wo er am 5. Juli 1740 mit dem Schiff in Montevideo anlegte. Dort war sein Onkel zunächst Chefingenieur, während Rodríguez Cardoso als außerordentlicher Ingenieur im Range eines Subteniente (Unterleutnant) wirkte.
Ab 1753 war Rodríguez Cardoso für den Festungsbau Montevideos verantwortlich, nachdem er seinem Onkel, der in jenem Jahr Montevideo in Richtung Caracas verlassen hatte, in dieser Position nachgefolgt war. 1761 wurde Rodríguez Cardoso ordentlicher Ingenieur (Ingeniero Ordinario) im Range eines Teniente Coronel (Oberstleutnant).
Rodríguez Cardoso zeichnete für die Errichtung der Apostadero y Atarazana und des Cubo del Sur verantwortlich.